# Mariano Vázquez Gómez
Mariano Vázquez Gómez   (Granada, 3 de febrer de 1831 - Madrid, 17 de juny de 1894) va ser un compositor, pianista, professor de música i director d'orquestra espanyol.
Deixeble de l'organista de la Capella Reial, Bartomeu Mira, el 1851 va començar a col·laborar com a pianista i compositor amb el Liceu Artístic de Granada. En 1856 es va traslladar a Madrid, on exerceix com a mestre concertador en el Teatre de la Zarzuela, i, més tard, com a director musical de Teatre Real. Al costat de Jesús de Monasterio, en 1863 s'integra com a pianista en el grup fundacional de la Societat de Quartets de Madrid, influint en la difusió de la música clàssica i romàntica alemanya, poc coneguda a Espanya.
En 1876 és triat director de l'orquestra de la Societat de Concerts de Madrid, recolzat per un grup de mestres capitanejat per Víctor Mirecki. Des d'aquesta plataforma, la seva tasca de difusió de la música simfònica alemanya seria impressionant: executa les nou Simfonies de Beethoven en versió integral, les primeres vuit en 1878; i la Novena, per primera vegada a Espanya, el 1882. Es converteix, així mateix, en un dels introductors de Wagner en el panorama musical espanyol. Per tal de 1882, per l'oposició a la seva programació rebuda de certs mestres de l'orquestra, abandona el seu càrrec en la Societat de Concerts i, amb ell, deixen aquesta orquestra nombrosos membres. Aquest mateix any guanya l'oposició de Conjunt Coral, plaça que ocupa, a partir de llavors, al Conservatori de Madrid.
En 1884, presentat per diversos mestres de la Capella Reial i per fama d'innovador i amant de la música alemanya, és nomenat mestre de la mateixa per la reina Maria Cristina.
Entre les seves composicions, destaquen obres religioses i alguna sarsuela, encara que la seva fama es deu més a les seves obres per a piano, instrument de què era un virtuós. També va escriure una petita autobiografia titulada Alguns apunts biogràfics.
Va ser membre de número de la Reial Acadèmia de Belles Arts de San Fernando, comendador de l'Ordre de Carlos III, i cavaller de l'Ordre d'Isabel la Catòlica.